# Damen

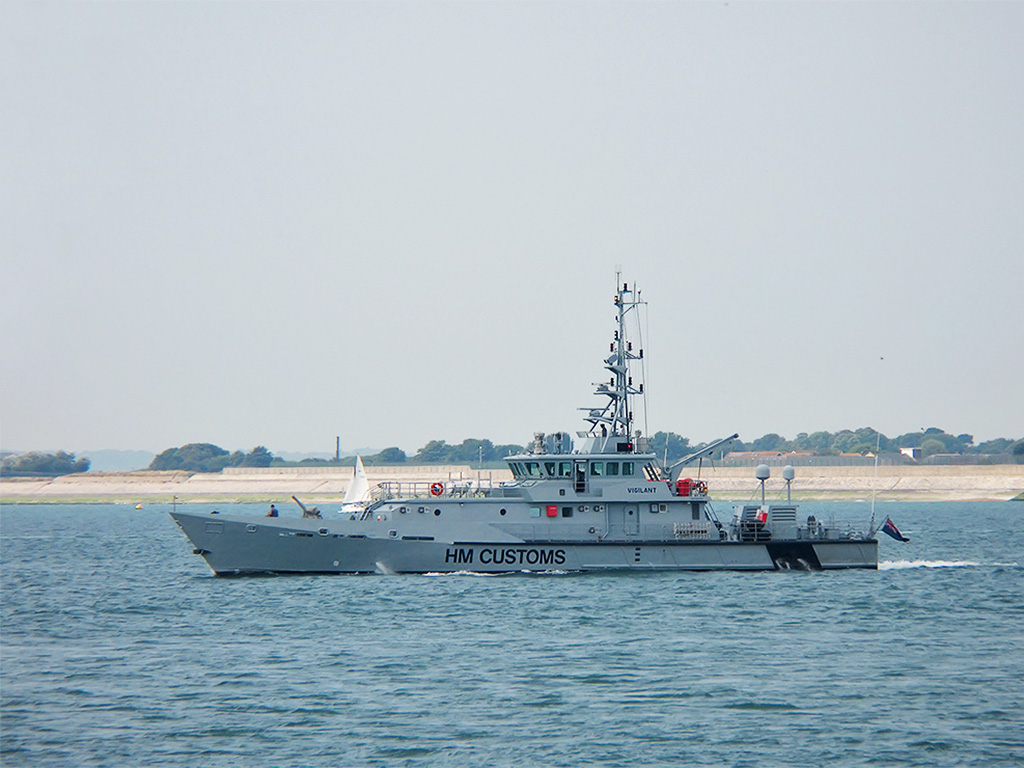
El barco Damen de clase 42 metros tiene una velocidad máxima de 26 nudos

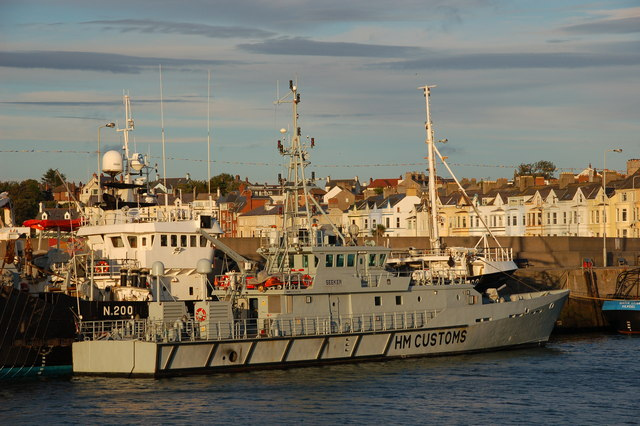
HMCC Seeker El patrullero de aduana fue entregado al gobierno del Reino Unido en el 2001

Damen es una empresa de construcción naval y un astillero naval con sede en el Reino de los Países Bajos, fundado en 1927 por Jan y Marinus Damen, en un taller construido por ellos mismos. En 1954 su embarcación número 200 fue entregada.

## Historia
Kommer Damen, hijo de Jan Damen, se encargó como gerente de servicios técnicos en 1967 e intentó reducir los tiempos de entrega, construyendo cascos para almacenar y luego terminándolos como lo fueran requiriendo los clientes. Este cambio de estrategia llevó a una situación difícil para la compañía debido a que la inversión neceseria era alta y no todos los empleados compartían las ideas de Kommer.

### Situación en 2007
Empleados
- Holanda                     2,100
- Resto del mundo             3,900

Compañías operando
- Holanda                        18
- Resto del mundo                13

Entregas
- Remolcadores                               72
- Ferris y embarcaciones de alta velocidad   38
- Dragas y especiales                        15
- Embarcaciones de carga fluvial y costeras  25
- Naval y yates                               8
- Otros                                       3

### Situación en 2023
Con la entrega de Abeona en 2023, Damen completó a la fecha, amén de sus tradicionales servicios de construcción naval:
- el diseño integral de 21 yates
- el diseño arquitectónico naval de 26 yates
- el diseño interior de 17 yates

## Actualidad
Los Astilleros Damen Gorinchem son ahora un miembro independiente del grupo de Astilleros Damen. Con más de 30 astilleros y compañías relacionadas a nivel mundial, Damen está relacionado en la construcción de buques además de actividades de mantenimiento y reparación.